# District fédéral du Sud
Le district fédéral du Sud (en russe : Южный федеральный округ, Ioujny federalny okroug) est l'un des huit districts fédéraux de Russie. Le centre administratif est Rostov-sur-le-Don. À la suite du rattachement de la Crimée à la fédération de Russie, le district fédéral de Crimée est créé en mars 2014, mais il est dissous le 28 juillet 2016 et la Crimée rejoint le district fédéral du Sud.

## Population

### Indice de fécondité
| Année | Fécondité | Fécondité urbaine | Fécondité rurale |
| ----- | --------- | ----------------- | ---------------- |
| 1990  | 2,18      |                   |                  |
| 1991  | 2,06      |                   |                  |
| 1992  | 1,89      |                   |                  |
| 1993  | 1,64      |                   |                  |
| 1994  | 1,66      |                   |                  |
| 1995  | 1,60      |                   |                  |
| 1996  | 1,48      |                   |                  |
| 1997  | 1,41      |                   |                  |
| 1998  | 1,39      |                   |                  |
| 1999  | 1,30      |                   |                  |
| 2000  | 1,33      |                   |                  |
| 2001  | 1,33      |                   |                  |
| 2002  | 1,38      |                   |                  |
| 2003  | 1,32      | 1,19              | 1,59             |
| 2004  | 1,34      | 1,23              | 1,56             |
| 2005  | 1,28      | 1,18              | 1,47             |
| 2006  | 1,31      | 1,20              | 1,50             |
| 2007  | 1,41      | 1,28              | 1,65             |
| 2008  | 1,50      | 1,37              | 1,73             |
| 2009  | 1,51      | 1,37              | 1,75             |
| 2010  | 1,51      | 1,39              | 1,75             |
| 2011  | 1,52      | 1,41              | 1,73             |
| 2012  | 1,63      | 1,52              | 1,86             |
| 2013  | 1,64      | 1,53              | 1,86             |
| 2014  | 1,71      | 1,60              | 1,92             |
| 2015  | 1,74      | 1,70              | 1,80             |
| 2016  | 1,72      | 1,69              | 1,75             |
| 2017  | 1,59      | 1,55              | 1,63             |
| 2018  | 1,55      |                   |                  |
| 2019  | 1,48      |                   |                  |

### Structure par âge en 2010
| Total    | Total     | Total    |
| 0-14 ans | 15-64 ans | + 65 ans |
| -------- | --------- | -------- |
| 15,0 %   | 71,0 %    | 14,0 %   |
| Urbain   |           |          |
| 0-14 ans | 15-64 ans | + 65 ans |
| 13,9 %   | 72,1 %    | 14,0 %   |
| Rural    |           |          |
| 0-14 ans | 15-64 ans | + 65 ans |
| 16,8 %   | 69,2 %    | 14,0 %   |

### Âge médian en 2010
| Total    | Total  | Total  |
| Ensemble | Hommes | Femmes |
| -------- | ------ | ------ |
| 38,5     | 35,6   | 41,5   |
| Urbain   |        |        |
| Ensemble | Hommes | Femmes |
| 38,5     | 35,3   | 41,6   |
| Rural    |        |        |
| Ensemble | Hommes | Femmes |
| 38,6     | 36,0   | 41,3   |

## Subdivisions
Le district fédéral du Sud est composé des sujets fédéraux suivants (la capitale de chaque sujet est indiquée dans la dernière colonne) :
| Carte du district fédéral du Sud présentant le découpage en sujets fédéraux | 1 | Drapeau de la république d'Adyguée    | République d'Adyguée    | Maïkop            |
| Carte du district fédéral du Sud présentant le découpage en sujets fédéraux | 2 | Drapeau de l"oblast d'Astrakhan       | Oblast d'Astrakhan      | Astrakhan         |
| Carte du district fédéral du Sud présentant le découpage en sujets fédéraux | 3 | Drapeau de l'oblast de Volgograd      | Oblast de Volgograd     | Volgograd         |
| Carte du district fédéral du Sud présentant le découpage en sujets fédéraux | 4 | Drapeau de la république de Kalmoukie | République de Kalmoukie | Elista            |
| Carte du district fédéral du Sud présentant le découpage en sujets fédéraux | 5 | Drapeau du kraï de Krasnodar          | Kraï de Krasnodar       | Krasnodar         |
| Carte du district fédéral du Sud présentant le découpage en sujets fédéraux | 6 | Drapeau de la République de Crimée    | République de Crimée    | Simferopol        |
| Carte du district fédéral du Sud présentant le découpage en sujets fédéraux | 7 | Drapeau de l'oblast de Rostov         | Oblast de Rostov        | Rostov-sur-le-Don |
| Carte du district fédéral du Sud présentant le découpage en sujets fédéraux | 8 | Drapeau de Sébastopol                 | Sébastopol              | Sébastopol        |

## Plénipotentiaires du président

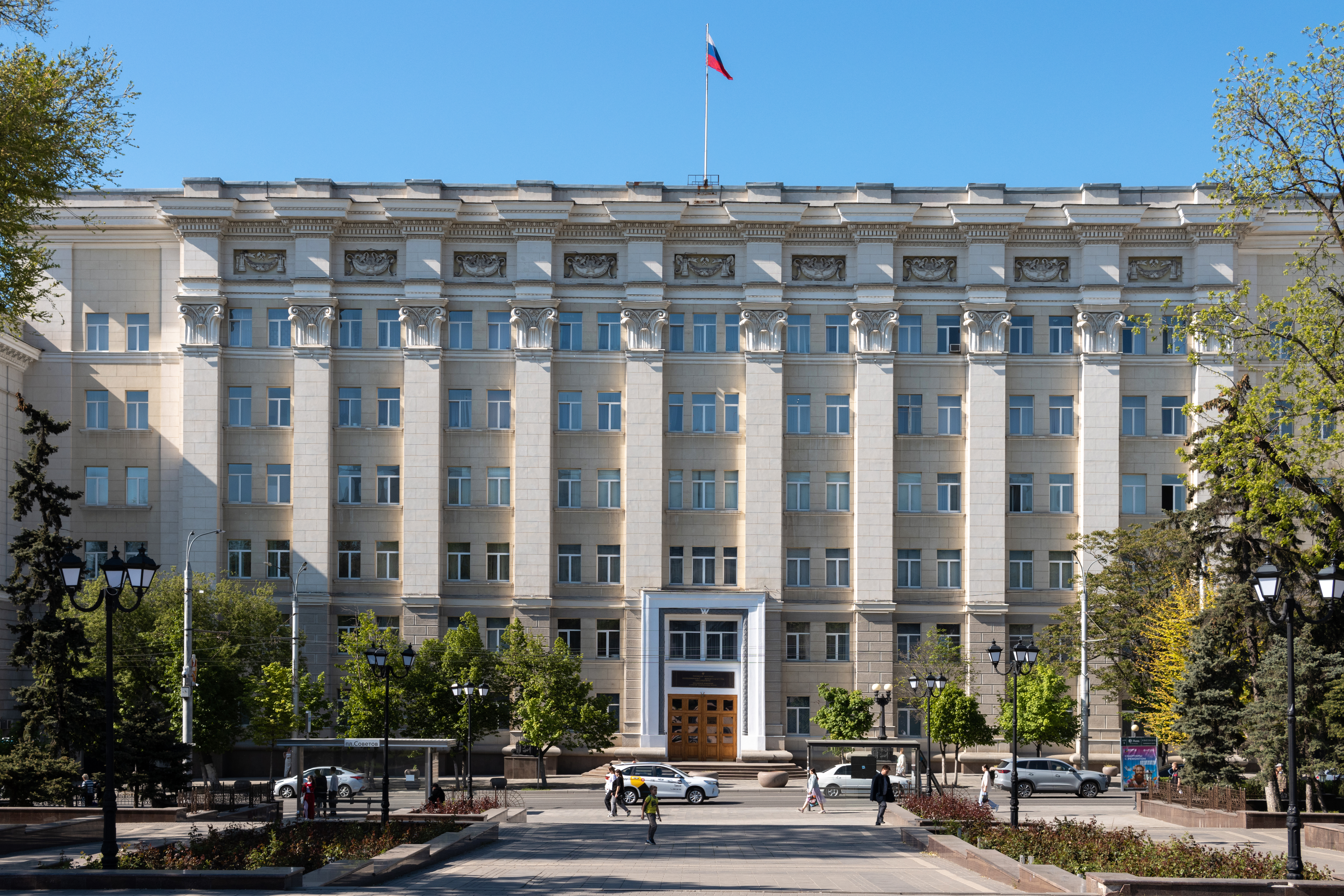
Immeuble abritant l'administration du district fédéral du Sud à Rostov-sur-le-Don.

- Viktor Kazantsev (18 mai 2000 – 9 mars 2004)
- Vladimir Yakovlev (9 mars 2004 – 13 septembre 2004)
- Dmitri Kozak (13 septembre 2004 - 24 septembre 2007)
- Grigori Rapota (24 septembre 2007 - 12 mai 2008)
- Vladimir Oustinov (12 mai 2008 - )